# Paul Vulliaud
Paul Vulliaud (Lyon, 1875-1950) fue un escritor, traductor y pintor francés.

## Trayectoria
En 1923, Paul Vulliaud publicó La Kabbale Juive, donde habla de la antigüedad de la Kabbale, y diferencia entre la cábala judía y la cristiana. 
Era católico, helenista y hebraísta, tradujo y comentó la Bible hébraïque, du Zohar, así como obra de Dante, de Shakespeare y de Salomon ibn Gabirol: Le Canzoniere. Fragments de Dante, 1937; Venus et Adonis de Shakespeare, 1944; La Couronne Royale de Salomon Ibn Gabirol; Les Psaumes Messianiques.
Su obra fue considerada algo esotérica o marginal, apenas citado por Gershom Scholem. Pero ha sido reivindicado recientemente por sus informaciones.

## Enlaces
- Siphra di Tsenioutha

- Datos: Q749129